# بخش مونرو (شهرستان پیکاوی، اوهایو)
بخش مونرو (به انگلیسی: Monroe Township) یک منطقهٔ مسکونی در ایالات متحده آمریکا است که در شهرستان پیکوای، اوهایو واقع شده‌است.
 بخش مونرو ۱۰۷٫۶ کیلومتر مربع مساحت و ۱٬۱۶۶ نفر جمعیت دارد و ۲۹۲ متر بالاتر از سطح دریا واقع شده‌است.